# Liwa Fajr al-Oumma
Le Liwa Fajr al-Oumma (arabe : لواء فجر الأمة و, « La Brigade de l'aube de la Oumma ») était un groupe rebelle actif lors de la guerre civile syrienne jusqu'en 2017.

## Histoire
Le groupe est initialement affilié à l'Armée syrienne libre, puis à l'Union islamique Ajnad al-Cham. Il forme ensuite une alliance avec le Front al-Nosra baptisée Jaych al-Foustate. Le 12 mai 2017, le Liwa Fajr al-Umma rallie Ahrar al-Cham.

## Zones d'opérations
Le groupe est actif dans le Gouvernorat de Rif Dimachq, et particulièrement dans la ville d'Hasrata,,. Il prend part à la bataille de la Ghouta orientale.